# Marte Høie Gjefsen
Marte Høie Gjefsen (ur. 6 marca 1989 w Lillehammer) – norweska narciarka dowolna, specjalizująca się w skicrossie. Startowała dwa razy na mistrzostwach świata. Najlepszy wynik zanotowała w Deer Valley zajęła tam ósme miejsce w skicrossie. Zajęła 11. miejsce w skicrossie na igrzyskach olimpijskich w Vancouver w debiutującym skicrossie. Najlepsze wyniki w Pucharze Świata, osiągnęła w sezonie 2009/2010, kiedy to zajęła 17. miejsce w klasyfikacji generalnej, a w klasyfikacji skicrossu była piąta.

## Sukcesy

### Igrzyska olimpijskie
| Miejsce | Dzień     | Rok  | Miejscowość | Konkurencja | Zwycięzca         |
| ------- | --------- | ---- | ----------- | ----------- | ----------------- |
| 11.     | 23 lutego | 2010 | Vancouver   | Skicross    | Ashleigh McIvor   |
| 17.     | 21 lutego | 2014 | Soczi       | Skicross    | Marielle Thompson |

### Mistrzostwa Świata
| Miejsce | Dzień       | Rok  | Miejscowość | Konkurencja | Zwycięzca        |
| ------- | ----------- | ---- | ----------- | ----------- | ---------------- |
| 8.      | 4 lutego    | 2011 | Deer Valley | Skicross    | Kelsey Serwa     |
| 11.     | 10 marca    | 2013 | Voss        | Skicross    | Fanny Smith      |
| 13.     | 25 stycznia | 2015 | Kreischberg | Skicross    | Andrea Limbacher |

### Puchar Świata

#### Miejsca w klasyfikacji generalnej
- 2008/2009 – 114.
- 2009/2010 – 17.
- 2010/2011 – 22.
- 2011/2012 – 43.
- 2012/2013 – 29.
- 2013/2014 – 25.
- 2014/2015 – 26.

#### Zwycięstwa w zawodach
1. Blue Mountain – 20 stycznia 2010 (Skicross)
2. Grindelwald – 3 marca 2011 (Skicross)
3. Arosa – 7 marca 2014 (Skicross)

#### Pozostałe miejsca na podium w zawodach
1. Hasliberg – 14 marca 2010 (Skicross) – 3. miejsce
2. Sierra Nevada – 20 marca 2010 (Skicross) – 3. miejsce
3. Branäs – 13 marca 2011 (Skicross) – 3. miejsce
4. Val Thorens – 19 grudnia 2012 – 2. miejsce
5. Megève – 13 marca 2015 (Skicross) 3. miejsce

- W sumie (3 zwycięstwa, 1 drugie i 4 trzecie miejsca).